# Jon López
Jon López (Valencia, 13 de junio de 2000) es un actor, músico y modelo español, conocido por interpretar el papel de Víctor Vélez de Guevara Acevedo en la telenovela Dos vidas.

## Biografía
Jon López nació el 13 de junio de 2000 en Valencia (España), y además de actuar también se dedica a la música y el teatro.

## Carrera
Jon López de 2012 a 2015 se formó en teatro y cine, mientras que de 2015 a 2017 se formó en Jóvenes actores. En 2017, 2018 y 2020 realizó un curso de formación en arte dramático en la escuela Off. En 2018 y 2019 estudió en la Universidad de arte dramático de Valencia.
Ha actuado en diversos cortometrajes como en 2017 en Alba y en Amor tóxico, en 2018 en Call it XX, en Dos calles y en Paw Paw, en 2019 en Encargo 29 y en Entre sombras, en 2021 en Cementerio de ideas y en 2022 en Miedo (XXVI), en el papel de Jesús. En 2018 protagonizó la película El coleccionista de almas dirigida por Isabel Climent. Al año siguiente, en 2019, interviene en los videoclips Oxygen (Namida GOLD), Dame una oportunidad, Heroïnes de fosca nit y Sómos jóvenes. En 2021 formó parte del elenco de la serie de Movistar Plus+ Apágon. En el mismo año protagonizó en la película Live Is Life dirigida por Dani de la Torre.
En 2021 y 2022 se integra al elenco de la telenovela emitida en La 1 Dos vidas, en el papel de Víctor Vélez de Guevara Acevedo. En 2023 interpretó el papel de Abel en el largometraje Tóxico dirigido por Lorenzo Lerín.

## Filmografía

### Cine
| Año  | Título       | Personaje  | Director         |
| ---- | ------------ | ---------- | ---------------- |
| 2025 | Tóxico       | Abel       | Lorenzo Lerín    |
| 2021 | Live Is Life | Jefe Sioux | Dani de la Torre |

### Televisión
| Año  | Título    | Personaje                       | Cadeña       | Notas         |
| ---- | --------- | ------------------------------- | ------------ | ------------- |
| 2025 | Los 39    | Gallego                         | Amazon Prime |               |
| 2021 | Dos vidas | Víctor Vélez de Guevara Acevedo | La 1         | 254 episodios |

### Cortometrajes
| Año  | Título | Personaje | Director      |
| ---- | ------ | --------- | ------------- |
| 2021 | Miedo  | Jesús     | Angelo Moreno |

|2025
|Loquita por ti
|Jose
|Greta Díaz

### Videoclips
| Año  | Título                             |
| ---- | ---------------------------------- |
| 2019 | Oxigen (Namida GOLD)               |
| 2019 | Dame una oportunidad (Magic Magno) |
| 2019 | Heroïnes de fosca nit (El diluvi)  |

## Teatro
| Año  | Título                       | Adaptator       | Director        |
| ---- | ---------------------------- | --------------- | --------------- |
| 2014 | Caídos del cielo             | Anaïs Duperrein | Anaïs Duperrein |
| 2014 | La visita de la vieja dama   | Anaïs Duperrein | Anaïs Duperrein |
| 2015 | Sueño de una noche de verano | Anaïs Duperrein | Anaïs Duperrein |
| 2016 | El círculo de tiza caucásico | Anaïs Duperrein | Anaïs Duperrein |
| 2018 | Litoral                      |                 | José Zamit      |

## Comerciales
| Año      | Título |
| -------- | ------ |
|          |        |
| Lakajade |        |